# アマースト郡 (バージニア州)
アマースト郡（英: Amherst County）は、アメリカ合衆国バージニア州の中央部に位置する郡である。2010年国勢調査での人口は32,353人であり、2000年の31,894人から1.4%増加した。郡庁所在地はアマースト町（人口2,231人）であり、同郡で人口最大の町は国勢調査指定地域のマディソンハイツ（人口11,285人）である。
アマースト郡はリンチバーグ大都市圏に属している。

## 歴史
アマースト郡は1761年にアルベマール郡から分離して設立された。郡名は「カナダの征服者」として知られるジェフリー・アマーストに因んで名付けられた。アマーストはバージニア植民地総督に指名されていたが、この植民地に来ることは無かった。
アマースト郡となった地域の最初の住人はインディアンだった。彼等は地域に数多い川や小川で狩りを行い、魚を釣った。1607年にバージニア植民地が設立され、イングランド人移民が北アメリカに到着した。17世紀後半までにイングランド人探検家や交易業者がジェームズ川を遡ってこの地域に入った。1710年から1720年の間に初期交易基地が作られた。1730年までに多くの家族が、土地とタバコを栽培するに適した土壌に惹き付けられて現在のアマースト郡地域に移住してきた。
アマースト郡は1761年にアルベマール郡の南半分から作られた。当初の郡庁所在地はケイベルスビルにあり、後にネルソン郡のコリーンとなった。1806年、郡内北半分からネルソン郡が作られ、現在の郡域になった。このときに郡庁所在地がファイブオークスの村に移され、後にアマーストと改名された。現在の郡庁舎は1870年に建設され、現在も使われている。アマースト郡は南北戦争の間に、アメリカ連合国の何処よりも人口当たりに出征した兵士の比率が高かった。
郡の初期は主要作物がタバコだった。19世紀後半にりんご園が混合農業に現れ、タバコに置き換わった。製材、鉱業、製粉も重要な産業だった。19世紀に鉄道が開通し、郡の成長に大きく影響した。郡内には18世紀、19世紀および20世紀の田園部また小さな町の建築例が豊富にある。アマースト町中心街は20世紀商業建築の古典的な例である。

## 地理
アメリカ合衆国国勢調査局に拠れば、郡域全面積は479平方マイル (1,240 km2)であり、このうち陸地475平方マイル (1,230 km2)、水域は4平方マイル (10 km2)で水域率は0.75%である。

### 主要高規格道路
- アメリカ国道29号線
- アメリカ国道60号線
- アメリカ国道501号線
- バージニア州道130号線
- バージニア州道151号線
- バージニア州道163号線
- バージニア州道210号線

### 隣接する郡と独立市
- ロックブリッジ郡 - 北西
- ネルソン郡 - 北東
- アポマトックス郡 - 南東
- キャンベル郡 - 南
- リンチバーグ市 - 南
- ベッドフォード郡 - 南西

### 国立保護地域
- ブルーリッジ・パークウェイ（部分）
- ジョージ・ワシントン国立の森（部分）

## 人口動態
以下は2000年国勢調査による人口統計データである。
| 基礎データ - 人口: 31,894人 - 世帯数: 11,941 世帯 - 家族数: 8,645 家族 - 人口密度: 26人/km2（67人/mi2） - 住居数: 12,958軒 - 住居密度: 11軒/km2（27軒/mi2） 人種別人口構成 - 白人: 77.67% - アフリカン・アメリカン: 19.79% - ネイティブ・アメリカン: 0.81% - アジア人: 0.35% - 太平洋諸島系: 0.02% - その他の人種: 0.41% - 混血: 0.94% - ヒスパニック・ラテン系: 0.96% 年齢別人口構成 - 18歳未満: 23.5% - 18-24歳: 9.7% - 25-44歳: 27.7% - 45-64歳: 25.3% - 65歳以上: 13.8% - 年齢の中央値: 38歳 - 性比（女性100人あたり男性の人口） - 総人口: 91.1 - 18歳以上: 87.1 | 世帯と家族（対世帯数） - 18歳未満の子供がいる: 31.7% - 結婚・同居している夫婦: 56.0% - 未婚・離婚・死別女性が世帯主: 12.4% - 非家族世帯: 27.6% - 単身世帯: 24.0% - 65歳以上の老人1人暮らし: 9.9% - 平均構成人数 - 世帯: 2.51人 - 家族: 2.95人 収入と家計 - 収入の中央値 - 世帯: 37,393米ドル - 家族: 42,876米ドル - 性別 - 男性: 31,493米ドル - 女性: 22,155米ドル - 人口1人あたり収入: 16,952米ドル - 貧困線以下 - 対人口: 10.7% - 対家族数: 8.0% - 18歳未満: 13.2% - 65歳以上: 11.6% |

## 町
- アマースト - 郡庁所在地

### 未編入の町
- マディソンハイツ
- スウィートブライア
- モンロー

## 著名な出身者
- ウィリアム・ベックネル、アマースト郡生まれ、サンタフェ・トレイルと呼ばれるようになった道を最初に開いた白人[5]